# Pseudobombax marginatum
Pseudobombax marginatum är en malvaväxtart som först beskrevs av A. St.-hil., A. Juss. och Cambess., och fick sitt nu gällande namn av André Georges Marie Walter Albert Robyns. Pseudobombax marginatum ingår i släktet Pseudobombax och familjen malvaväxter. Inga underarter finns listade i Catalogue of Life.

## Bildgalleri

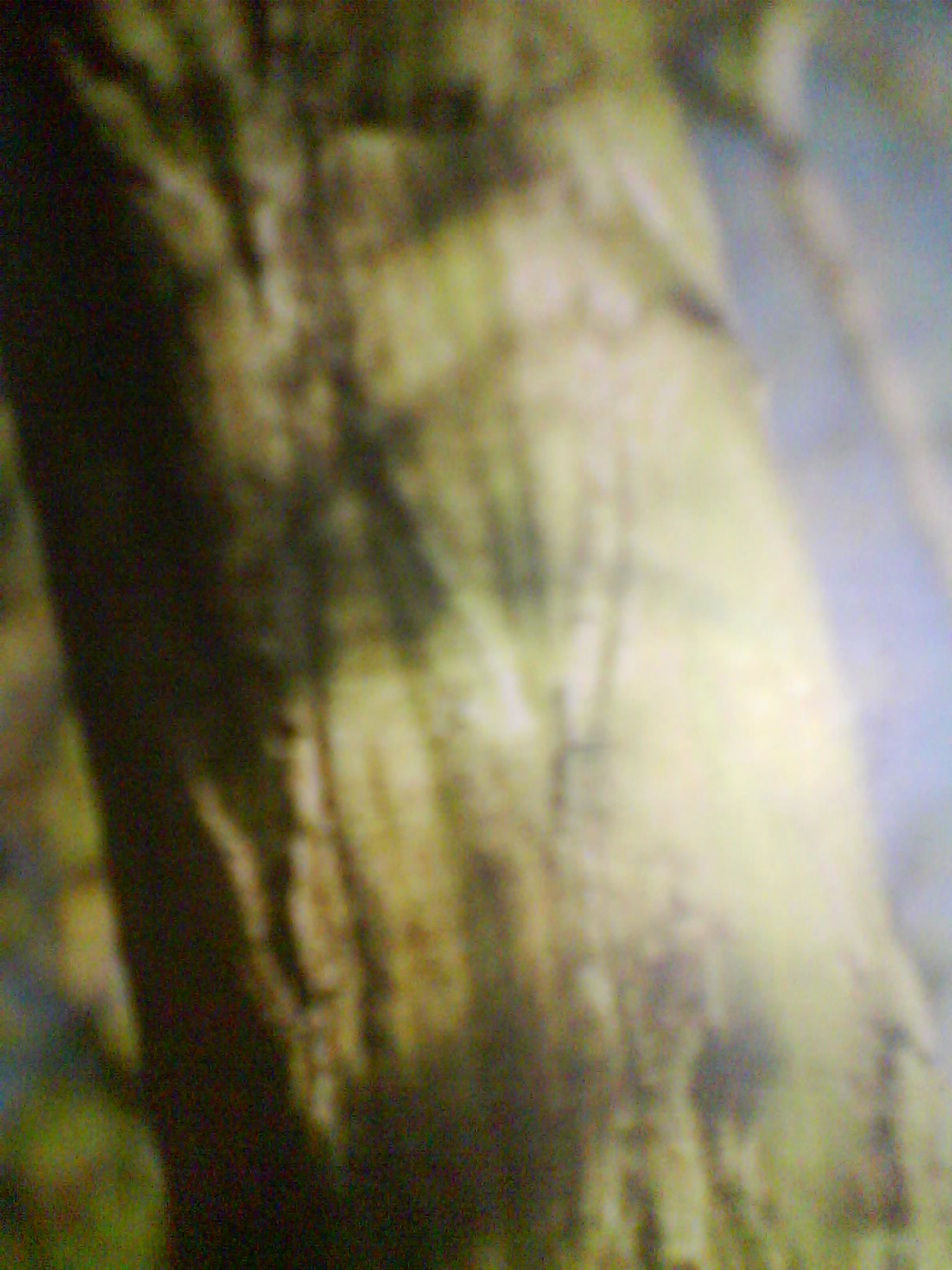
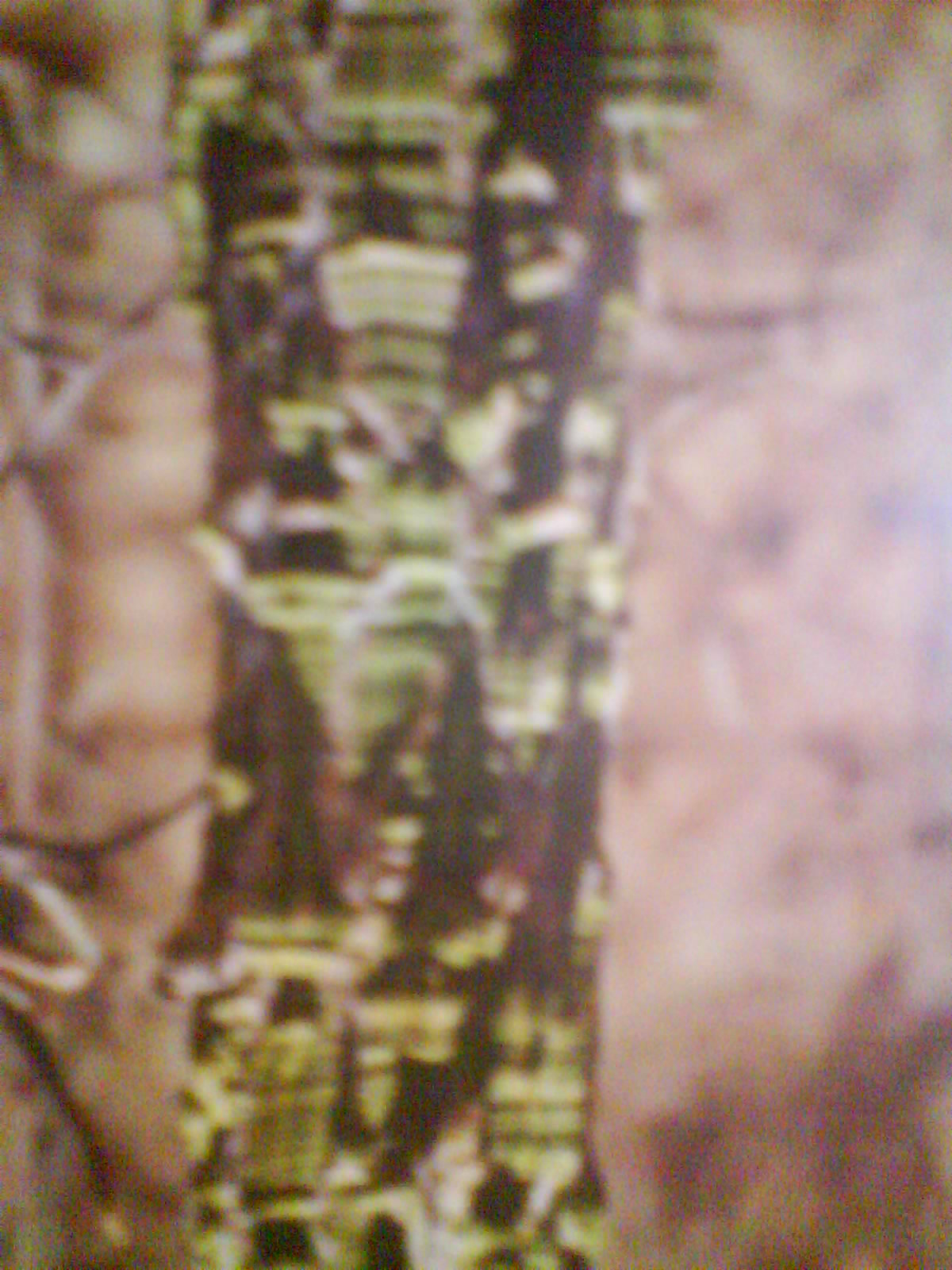
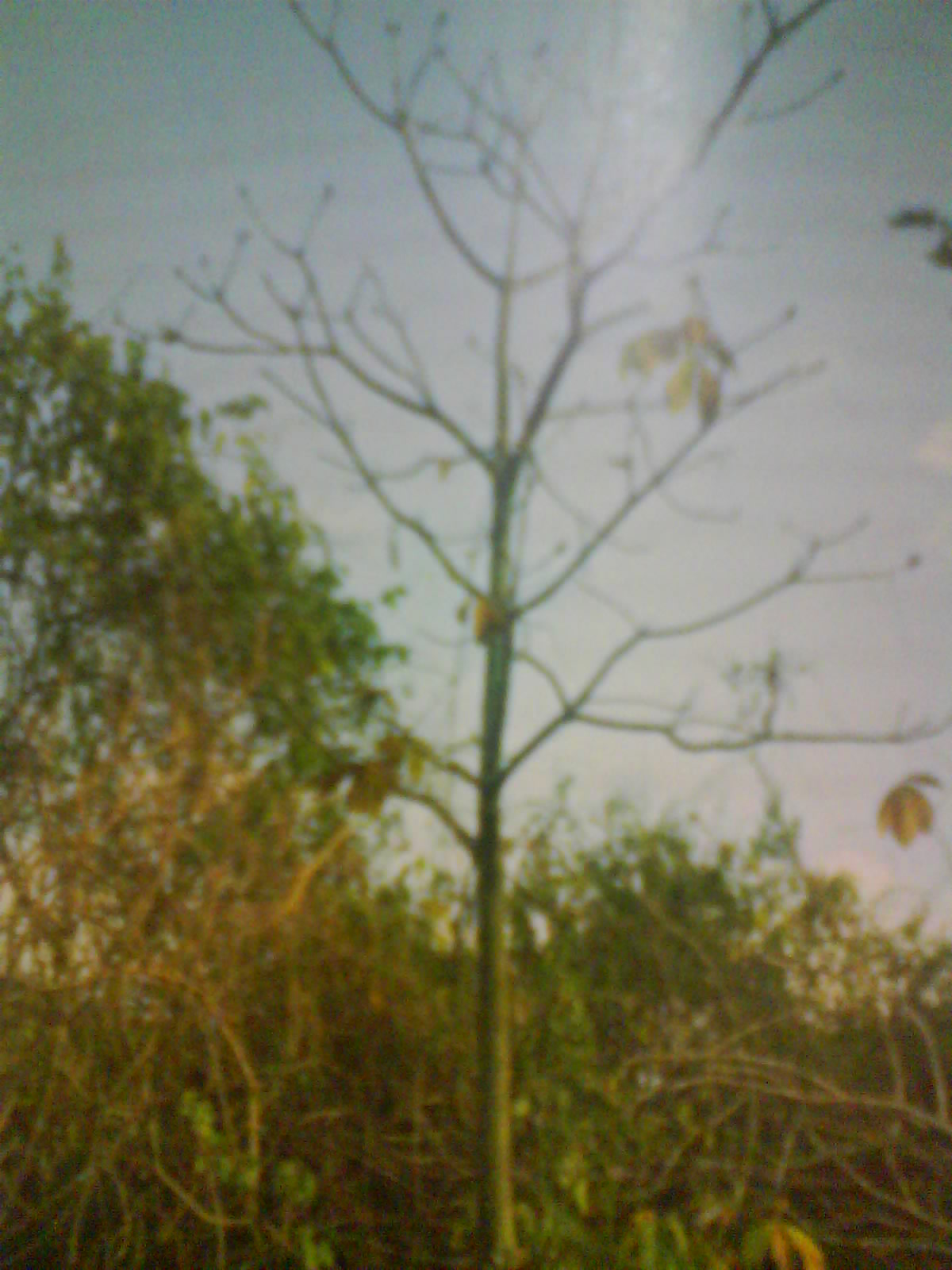
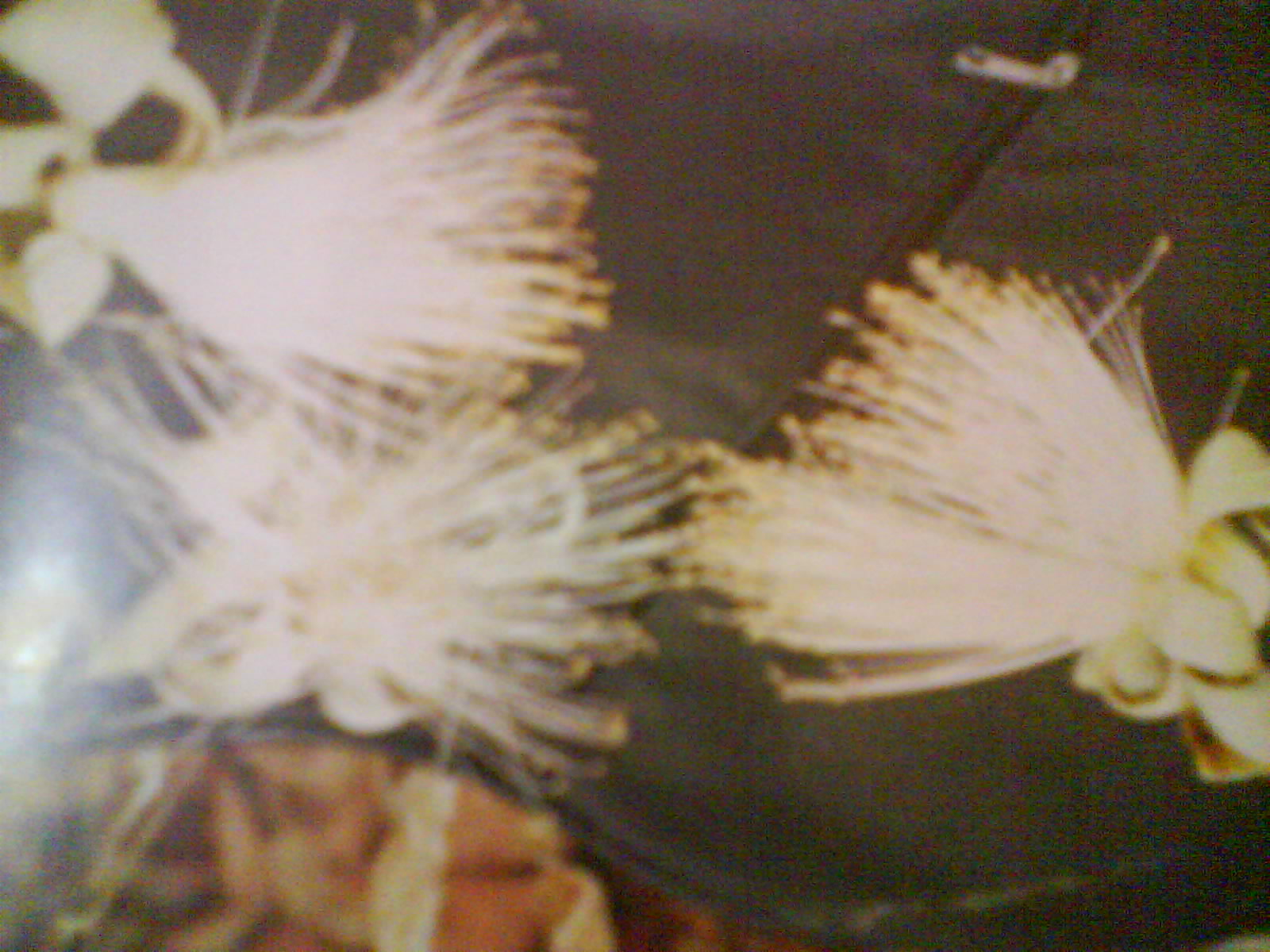
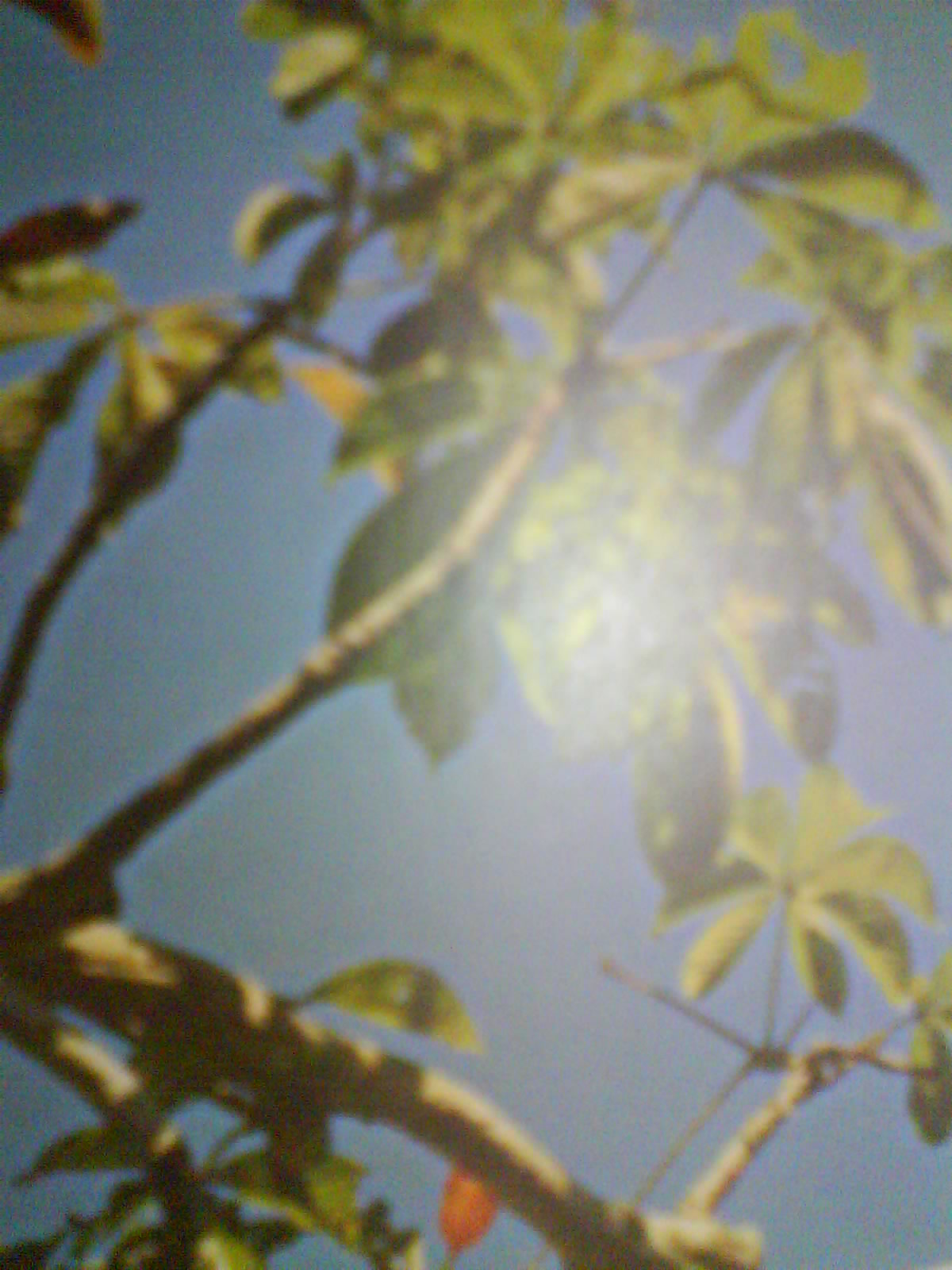
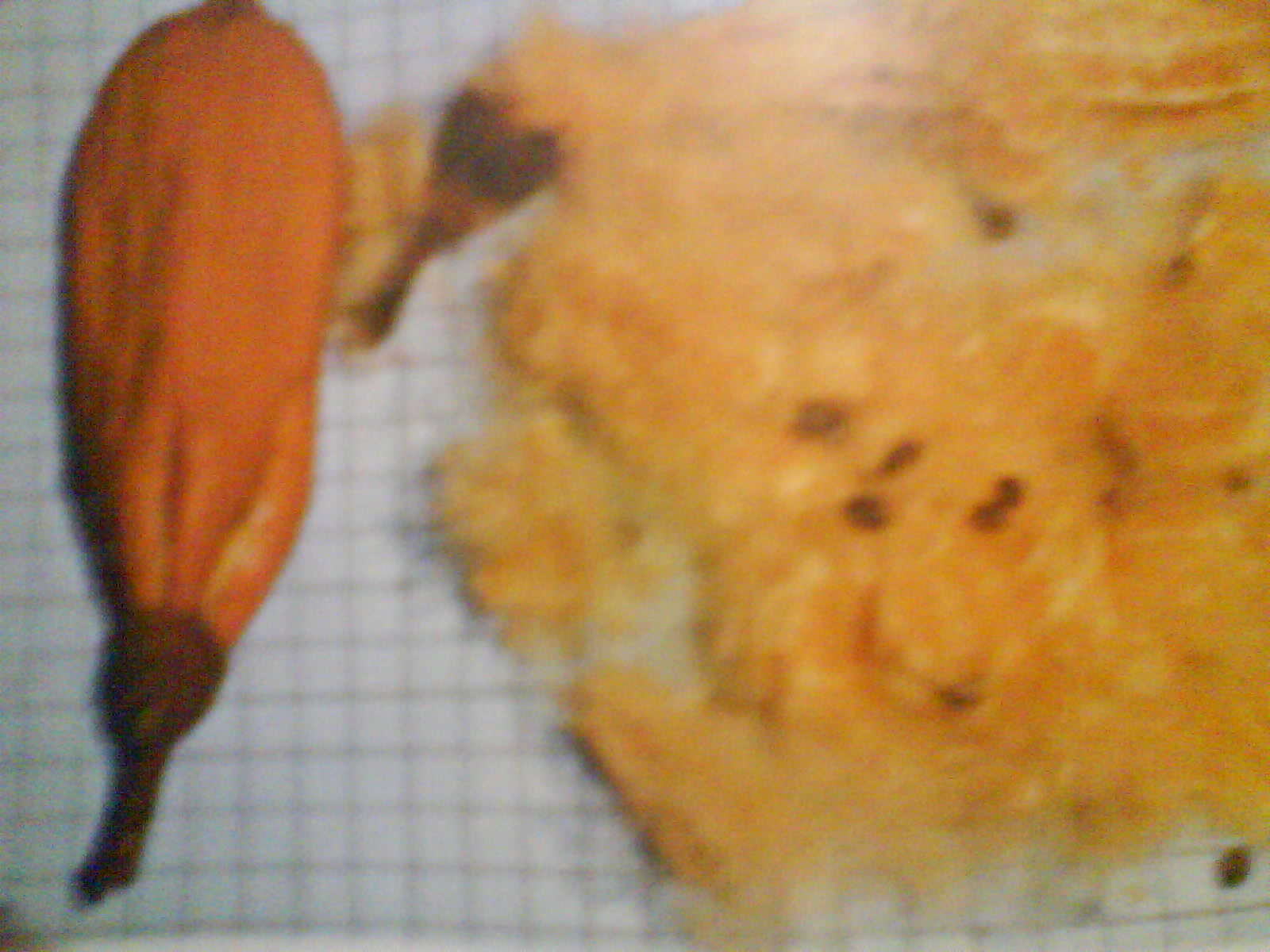